# Belshazzar
Belshazzar (en català, Baltasar) HWV 61 és un oratori de Georg Friedrich Händel. El llibret és de Charles Jennens, i Händel el va reduir de manera considerable. El llibret de Jennens es basava en el relat bíblic de la caiguda de Babilònia a mans de Cir el Gran i el posterior alliberament de la nació jueva, tal com es relata en el Llibre de Daniel.
Händel va compondre Belshazzar a la fi de l'estiu de 1744 al mateix temps que Hercules, en una època que Winton Dean qualifica en "el cim de la vida creativa de Händel". L'obra es va estrenar durant la temporada de Quaresma, el 27 de març de 1745, en el King's Theatre de Londres. Belshazzar va caure en l'oblit després de la mort de Händel, tan sols amb algunes reposicions al Regne Unit el 1847, 1848 i 1873.
A partir de la dècada del 1960, amb l'arribada de l'interès per la música barroca i l'aparició d'interpretacions musicals històriques més documentades, Belsahzzar ha sigut representada en forma de concert i, de vegades, també es posades en escena en teatres d'òpera. Entre altres, Belshazzar es va representar al Festival d'Aix-en-Provence el 2008.

## Personatges
| Rol                                                    | Tipus de veu | Estrena del 27-03-1745             |
| ------------------------------------------------------ | ------------ | ---------------------------------- |
| Belshazzar, rei de Babilònia                           | tenor        | John Beard                         |
| Nitocris, mare de Belshazzar                           | soprano      | Elisabeth Duparc ("La Francesina") |
| Cyrus, príncep de Pèrsia (contralt)                    | mezzosoprano | Anastasia Robinson                 |
| Gobrias, un noble assiri, que es va alçar contra Cyrus | baix         | Thomas Reinhold                    |
| Daniel, un profeta jueu                                | contralt     | Susannah Maria Cibber              |

També:

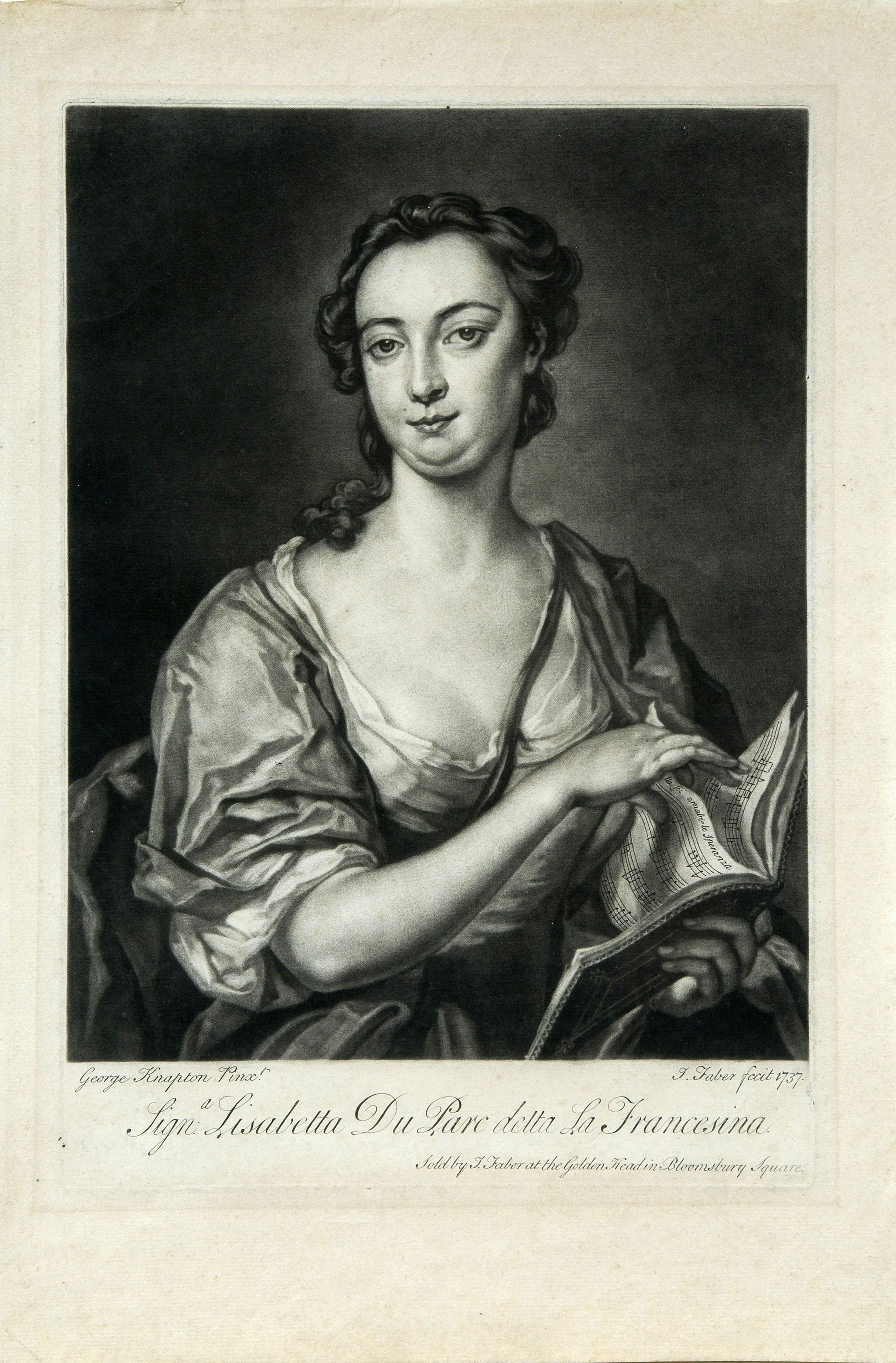
Èlisabeth Duparc, anomenada "La Francesina", va interpretar el paper de Nitocris la reina mare a Belshazzar

- Arioch, un senyor babiloni (tenor)
- Missatger (baix)
- Cor de savis
- Cor de jueus
- Cor de babilonis
- Cor de medes i perses

## Enregistraments

### Àudios
| Cantants Belshazzar, Nitocris, Cyrus, Daniel, Gobrias                                       | Director, orquestra, cor                                                | Segell                                           |
| ------------------------------------------------------------------------------------------- | ----------------------------------------------------------------------- | ------------------------------------------------ |
| Thomas Sunnegårdh, Felicity Palmer, Maureen Lehane, Paul Esswood, Peter van der Bilt        | Nikolaus Harnoncourt, Vienna Concentus Musicus, Stockholm Chamber Choir | Teldec CD Cat:2292-42567-2                       |
| Anthony Rolfe-Johnson, Arleen Augér, Catherine Robbin, James Bowman, David Wilson-Johnson   | Trevor Pinnock, The English Concert, The Choir of the English Concert   | Deutsche Grammophon CD Cat: DDD ATR3             |
| Mark Le Brocq, Miriam Allan, Patrick von Goethem, Michael Chance, Andre Morsch              | Jurgen Budday, Hannoversche Hofkapelle, Maulbronner Kammerchor          | K&K CD Cat:KuK67                                 |
| Markus Brutscher, Simone Kermes, Christopher Robson, Patrick Van Goethem, Franz-Josef Selig | Peter Neumann, Collegium Cartusianum, Cologne Chamber Choir             | Dabringhaus und Grimm Gold CD Cat:MDG 332 1079-2 |
| Allan Clayton, Rosemary Joshua, Caitlin Hulcup, Iestyn Davies, Jonathan Lemalu              | William Christie, Les Arts Florissants, Les Arts Florissants            | Les Arts Florissants Editions CD Cat: AF001      |

### Vídeos
| Cantants Belshazzar, Nirocris, Cyrus, Daniel, Gobiras                           | Director, orquestra, cor, Director d'escena                                | Segell                             |
| ------------------------------------------------------------------------------- | -------------------------------------------------------------------------- | ---------------------------------- |
| Kenneth Tarver, Rosemary Joshua, Bejun Mehta, Kristina Hammarström, Neal Davies | René Jacobs, Akademie für Alte Musik Berlin, RIAS Kammerchor, Christof Nel | Harmonia Mundi DVD Cat: HMD9809028 |